# Olga Minejeva
Olga Pavlovna Sirovacka-Minejeva rusko Ольга Павловна Сыроватская-Миньеева, ruska atletinja, * 1. september 1952, Degtjarsk, Sovjetska zveza.
Nastopila je na poletnih olimpijskih igrah v letih 1972 in 1980, ko je osvojila naslova olimpijske prvakinje v štafeti 4x400 m in podprvakinje v teku na 800 m. Na evropskih prvenstvih je osvojila naslov prvakinje v teku na 800 m in bronasto medaljo v štafeti 4x400 m leta 1982